# Mauregny-en-Haye

Mauregny-en-Haye este o comună în departamentul Aisne din nordul Franței. În 1 ianuarie 2022 avea o populație de 403 de locuitori.